# Beru
Beru je naseljeni koraljni otok u sastavu Kiribata.

## Zemljopis
Nalazi se u grupaciji Gilbertovih otoka, 60 km sjeveroistočno od Onotoe i 96 km istočno od Tabiteuea.

## Vanjske poveznice
|  | Zajednički poslužitelj ima još gradiva o temi Beru |